# Pièces de monnaie en dinar algérien
Les pièces en dinar algérien sont émises par la Banque d'Algérie. Les premières pièces ont été émises à la suite de la création du dinar algérien comme monnaie fiduciaire le 10 avril 1964.

## Pièces en cours de circulation
Les dix pièces en circulations cohabitent avec des séries à revers commémoratif, mais aussi des pièces antérieures à 1992. On peut trouver des pièces de 1, 5 et 10 dinars des années 1970 ou 1980. Les centimes en revanche se font de plus en plus rares. Leur utilité est toute relative à la suite de la forte inflation des années 1990.
| Valeur | 1/4 D.A.                                        | 1/2 D.A.                                    | 1 D.A.                                    | 2 D.A.                                    | 5 D.A.                                    |
| ------ | ----------------------------------------------- | ------------------------------------------- | ----------------------------------------- | ----------------------------------------- | ----------------------------------------- |
| Avers  | Avers d'une pièce d'un quart de dinar algérien  | Avers d'une pièce d'un demi-dinar algérien  | Avers d'une pièce de 1 dinar algérien     | Avers d'une pièce de 2 dinars algériens   | Avers d'une pièce de 5 dinars algériens   |
| Revers | Revers d'une pièce d'un quart de dinar algérien | Revers d'une pièce d'un demi-dinar algérien | Revers d'une pièce de 1 dinar algérien    | Revers d'une pièce de 2 dinars algériens  | Revers d'une pièce de 5 dinars algériens  |
| Valeur | 10 D.A.                                         | 20 D.A.                                     | 50 D.A.                                   | 100 D.A.                                  | 200 D.A.                                  |
| Avers  | Avers d'une pièce de 10 dinars algériens        | Avers d'une pièce de 10 dinars algériens    | Avers d'une pièce de 10 dinars algériens  | Avers d'une pièce de 10 dinars algériens  | Avers d'une pièce de 10 dinars algériens  |
| Revers | Revers d'une pièce de 10 dinars algériens       | Revers d'une pièce de 10 dinars algériens   | Revers d'une pièce de 10 dinars algériens | Revers d'une pièce de 10 dinars algériens | Revers d'une pièce de 10 dinars algériens |

## Toutes les pièces en dinar algérien émises

### Série 1964
| \| Pièce de 1 centime de 1964 \| | \| Pièce de 1 centime de 1964 \| | \| Pièce de 1 centime de 1964 \|                                                                                                 | \| Pièce de 1 centime de 1964 \|                                                                                                 | \| Pièce de 1 centime de 1964 \| |
| -------------------------------- | -------------------------------- | --- | --- | -------------------------------- |
|                                  |                                  | | |                                  |
| Avers :                          | Avers :                          | Revers : Date en chiffres arabes "1383" et "1964", indication en chiffre arabe de la valeur nominale "1", et "centime" en arabe. | Revers : Date en chiffres arabes "1383" et "1964", indication en chiffre arabe de la valeur nominale "1", et "centime" en arabe. |                                  |
| Masse                            | Alliage Aluminium                | Diamètre 11,5 mm | Épaisseur |                                  |
| Artiste(s)                       | Artiste(s)                       | Tranche | Tranche |                                  |
| Millésimes 1964                  |                                  | | |                                  |
| Pièce de 1 centime de 1964       |                                  | | |                                  |

| \| Pièce de 2 centime de 1964 \| | \| Pièce de 2 centime de 1964 \| | \| Pièce de 2 centime de 1964 \|                                                                                                  | \| Pièce de 2 centime de 1964 \|                                                                                                  | \| Pièce de 2 centime de 1964 \| |
| -------------------------------- | -------------------------------- | --- | --- | -------------------------------- |
|                                  |                                  | | |                                  |
| Avers :                          | Avers :                          | Revers : Date en chiffres arabes "1383" et "1964", indication en chiffre arabe de la valeur nominale "2", et "centimes" en arabe. | Revers : Date en chiffres arabes "1383" et "1964", indication en chiffre arabe de la valeur nominale "2", et "centimes" en arabe. |                                  |
| Masse 0,6 g                      | Alliage Aluminium                | Diamètre 18,3 mm | Épaisseur |                                  |
| Artiste(s)                       | Artiste(s)                       | Tranche | Tranche |                                  |
| Millésimes 1964                  |                                  | | |                                  |
| Pièce de 2 centime de 1964       |                                  | | |                                  |

| \| Pièce de 5 centime de 1964 \| | \| Pièce de 5 centime de 1964 \| | \| Pièce de 5 centime de 1964 \|                                                                                                  | \| Pièce de 5 centime de 1964 \|                                                                                                  | \| Pièce de 5 centime de 1964 \| |
| -------------------------------- | -------------------------------- | --- | --- | -------------------------------- |
|                                  |                                  | | |                                  |
| Avers :                          | Avers :                          | Revers : Date en chiffres arabes "1383" et "1964", indication en chiffre arabe de la valeur nominale "5", et "centimes" en arabe. | Revers : Date en chiffres arabes "1383" et "1964", indication en chiffre arabe de la valeur nominale "5", et "centimes" en arabe. |                                  |
| Masse 0,85 g                     | Alliage Aluminium                | Diamètre 21,1 mm | Épaisseur |                                  |
| Artiste(s)                       | Artiste(s)                       | Tranche | Tranche |                                  |
| Millésimes 1964                  |                                  | | |                                  |
| Pièce de 5 centime de 1964       |                                  | | |                                  |

| \| Pièce de 10 centime de 1964 \| | \| Pièce de 10 centime de 1964 \| | \| Pièce de 10 centime de 1964 \|                                                                                                  | \| Pièce de 10 centime de 1964 \|                                                                                                  | \| Pièce de 10 centime de 1964 \| |
| --------------------------------- | --------------------------------- | --- | --- | --------------------------------- |
|                                   |                                   | | |                                   |
| Avers :                           | Avers :                           | Revers : Date en chiffres arabes "1383" et "1964", indication en chiffre arabe de la valeur nominale "10", et "centimes" en arabe. | Revers : Date en chiffres arabes "1383" et "1964", indication en chiffre arabe de la valeur nominale "10", et "centimes" en arabe. |                                   |
| Masse                             | Alliage Aluminium, Bronze         | Diamètre | Épaisseur |                                   |
| Artiste(s)                        | Artiste(s)                        | Tranche | Tranche |                                   |
| Millésimes 1964                   |                                   | | |                                   |
| Pièce de 10 centime de 1964       |                                   | | |                                   |

| \| Pièce de 20 centime de 1964 \| | \| Pièce de 20 centime de 1964 \| | \| Pièce de 20 centime de 1964 \|                                                                                                  | \| Pièce de 20 centime de 1964 \|                                                                                                  | \| Pièce de 20 centime de 1964 \| |
| --------------------------------- | --------------------------------- | --- | --- | --------------------------------- |
|                                   |                                   | | |                                   |
| Avers :                           | Avers :                           | Revers : Date en chiffres arabes "1383" et "1964", indication en chiffre arabe de la valeur nominale "20", et "centimes" en arabe. | Revers : Date en chiffres arabes "1383" et "1964", indication en chiffre arabe de la valeur nominale "20", et "centimes" en arabe. |                                   |
| Masse                             | Alliage Aluminium, Bronze         | Diamètre | Épaisseur |                                   |
| Artiste(s)                        | Artiste(s)                        | Tranche | Tranche |                                   |
| Millésimes 1964                   |                                   | | |                                   |
| Pièce de 20 centime de 1964       |                                   | | |                                   |

| \| Pièce de 50 centime de 1964 \| | \| Pièce de 50 centime de 1964 \| | \| Pièce de 50 centime de 1964 \|                                                                                                  | \| Pièce de 50 centime de 1964 \|                                                                                                  | \| Pièce de 50 centime de 1964 \| |
| --------------------------------- | --------------------------------- | --- | --- | --------------------------------- |
|                                   |                                   | | |                                   |
| Avers :                           | Avers :                           | Revers : Date en chiffres arabes "1383" et "1964", indication en chiffre arabe de la valeur nominale "50", et "centimes" en arabe. | Revers : Date en chiffres arabes "1383" et "1964", indication en chiffre arabe de la valeur nominale "50", et "centimes" en arabe. |                                   |
| Masse                             | Alliage Aluminium, Bronze         | Diamètre | Épaisseur |                                   |
| Artiste(s)                        | Artiste(s)                        | Tranche | Tranche |                                   |
| Millésimes 1964                   |                                   | | |                                   |
| Pièce de 50 centime de 1964       |                                   | | |                                   |

| \| Pièce de 1 dinar de 1964 \| | \| Pièce de 1 dinar de 1964 \| | \| Pièce de 1 dinar de 1964 \| | \| Pièce de 1 dinar de 1964 \| | \| Pièce de 1 dinar de 1964 \| |
| ------------------------------ | ------------------------------ | --- | --- | ------------------------------ |
|                                |                                | | |                                |
| Avers :                        | Avers :                        | Revers : Date en chiffres arabes "1383" et "1964", indication en chiffre arabe de la valeur nominale "1", et "un dinar" en arabe. | Revers : Date en chiffres arabes "1383" et "1964", indication en chiffre arabe de la valeur nominale "1", et "un dinar" en arabe. |                                |
| Masse                          | Alliage Cupronickel            | Diamètre | Épaisseur |                                |
| Artiste(s)                     | Artiste(s)                     | Tranche | Tranche |                                |
| Millésimes 1964                |                                | | |                                |
| Pièce de 1 dinar de 1964       |                                | | |                                |

### Série années 1970
- Nouvelle pièce de 1 dinar FAO 1972
- Pièce de 5 dinars en argent FAO 1972
- Pièce de 5 dinars en nickel FAO 1972

|  |  |  |  |
|  |  |  |  |
|  |  |  |  |

### Série années 1980
| \| Pièce de 1 dinars de 1983 \|                               | \| Pièce de 1 dinars de 1983 \|                               | \| Pièce de 1 dinars de 1983 \| | \| Pièce de 1 dinars de 1983 \| | \| Pièce de 1 dinars de 1983 \| |
| ------------------------------------------------------------- | ------------------------------------------------------------- | --- | --- | ------------------------------- |
|                                                               |                                                               | | |                                 |
| Avers : Sigle officiel du 20e anniversaire de l'indépendance. | Avers : Sigle officiel du 20e anniversaire de l'indépendance. | Revers : Chiffres arabes, l'indication de la valeur nominale repris sous le chiffre, en lettres arabes, le tout entouré de la mention République algérienne démocratique et populaire. | Revers : Chiffres arabes, l'indication de la valeur nominale repris sous le chiffre, en lettres arabes, le tout entouré de la mention République algérienne démocratique et populaire. |                                 |
| Masse 7 g                                                     | Alliage Cupronickel (Cu 75 % – Ni 25 %)                       | Diamètre 25 mm | Épaisseur 1,5 mm |                                 |
| Artiste(s)                                                    | Artiste(s)                                                    | Tranche Cannelée | Tranche Cannelée |                                 |
| Millésimes aucun                                              |                                                               | | |                                 |
| Pièce de 1 dinars de 1983                                     |                                                               | | |                                 |

| \| Pièce de 5 dinars de 1984 \|                               | \| Pièce de 5 dinars de 1984 \|                               | \| Pièce de 5 dinars de 1984 \| | \| Pièce de 5 dinars de 1984 \| | \| Pièce de 5 dinars de 1984 \| |
| ------------------------------------------------------------- | ------------------------------------------------------------- | --- | --- | ------------------------------- |
|                                                               |                                                               | | |                                 |
| Avers : Sigle officiel du 30e anniversaire de l'indépendance. | Avers : Sigle officiel du 30e anniversaire de l'indépendance. | Revers : Chiffres arabes, l'indication de la valeur nominale repris sous le chiffre, en lettres arabes, le tout entouré de la mention Banque centrale d'Algerie. | Revers : Chiffres arabes, l'indication de la valeur nominale repris sous le chiffre, en lettres arabes, le tout entouré de la mention Banque centrale d'Algerie. |                                 |
| Masse 12 g                                                    | Alliage Ni                                                    | Diamètre 31 mm | Épaisseur 1,5 mm |                                 |
| Artiste(s)                                                    | Artiste(s)                                                    | Tranche Cannelée | Tranche Cannelée |                                 |
| Millésimes 1954 - 1984                                        | Millésimes 1954 - 1984                                        | Plafond d'émission Cent millions de dinar 100 000 000 Da | Plafond d'émission Cent millions de dinar 100 000 000 Da |                                 |
| Pièce de 5 dinars de 1984                                     |                                                               | | |                                 |

| \| Pièce de 10 dinars de 1979-1981 \| | \| Pièce de 10 dinars de 1979-1981 \| | \| Pièce de 10 dinars de 1979-1981 \|                       | \| Pièce de 10 dinars de 1979-1981 \|                       | \| Pièce de 10 dinars de 1979-1981 \| |
| ------------------------------------- | ------------------------------------- | ----------------------------------------------------------- | ----------------------------------------------------------- | ------------------------------------- |
|                                       |                                       |                                                             |                                                             |                                       |
| Avers : Banque centrale d'Algérie     | Avers : Banque centrale d'Algérie     | Revers : Chiffres arabes, indication de la valeur nominale. | Revers : Chiffres arabes, indication de la valeur nominale. |                                       |
| Masse 11,25 g                         | Alliage Aluminium                     | Diamètre 29,5 mm                                            | Épaisseur 2,27 mm                                           |                                       |
| Artiste(s)                            | Artiste(s)                            | Tranche Cannelée                                            | Tranche Cannelée                                            |                                       |
| Millésimes 1979 - 1981                | Millésimes 1979 - 1981                | Plafond d'émission 650 000 000 Da                           | Plafond d'émission 650 000 000 Da                           |                                       |
| Pièce de 10 dinars de 1979-1981       |                                       |                                                             |                                                             |                                       |

### Série 1992 - 2012
| \| 25 centimes de dinar algérien \|            | \| 25 centimes de dinar algérien \| | \| 25 centimes de dinar algérien \|        | \| 25 centimes de dinar algérien \|        | \| 25 centimes de dinar algérien \| |
| ---------------------------------------------- | ----------------------------------- | ------------------------------------------ | ------------------------------------------ | ----------------------------------- |
| Pièce de 25 centimes de dinar algérien de 1992 |                                     |                                            |                                            |                                     |
| Avers : Chiffre 1/4, stylisé.                  | Avers : Chiffre 1/4, stylisé.       | Revers : Tête de fennec vue de face.       | Revers : Tête de fennec vue de face.       |                                     |
| Masse 1,15 g                                   | Alliage Acier: (AISI 430).          | Diamètre 16,50 mm                          | Épaisseur 2,35 mm                          |                                     |
| Artiste(s)                                     | Artiste(s)                          | Tranche Lisse                              | Tranche Lisse                              |                                     |
| Millésimes 1992, 1997                          | Millésimes 1992, 1997               | Synonymes appelée parfois « kh'emsa doro » | Synonymes appelée parfois « kh'emsa doro » |                                     |
| 25 centimes de dinar algérien                  |                                     |                                            |                                            |                                     |

| \| 50 centimes de dinar algérien \|            | \| 50 centimes de dinar algérien \| | \| 50 centimes de dinar algérien \|                            | \| 50 centimes de dinar algérien \|                            | \| 50 centimes de dinar algérien \| |
| ---------------------------------------------- | ----------------------------------- | -------------------------------------------------------------- | -------------------------------------------------------------- | ----------------------------------- |
| Pièce de 50 centimes de dinar algérien de 1992 |                                     |                                                                |                                                                |                                     |
| Avers : Chiffre 1/2, stylisé.                  | Avers : Chiffre 1/2, stylisé.       | Revers : Tête de cheval Barbe algérien oriantée vers la gauche | Revers : Tête de cheval Barbe algérien oriantée vers la gauche |                                     |
| Masse 3,5 g                                    | Alliage Acier: (AISI 430).          | Diamètre 18,50 mm                                              | Épaisseur 1,90 mm                                              |                                     |
| Artiste(s)                                     | Artiste(s)                          | Tranche Lisse                                                  | Tranche Lisse                                                  |                                     |
| Millésimes 1992                                | Millésimes 1992                     | Synonymes' appelée parfois « achra doro »                      | Synonymes' appelée parfois « achra doro »                      |                                     |
| 50 centimes de dinar algérien                  |                                     |                                                                |                                                                |                                     |

| \| 1 dinars algériens \| | \| 1 dinars algériens \| | \| 1 dinars algériens \|                                                                           | \| 1 dinars algériens \|                                                                           | \| 1 dinars algériens \| |
| --- | --- | -------------------------------------------------------------------------------------------------- | -------------------------------------------------------------------------------------------------- | ------------------------ |
| Pièce de 1 dinars algériens de 1997                                                                                                   | | | |                          |
| Avers : Chiffre 1, inspiré dune pointe de flèche du Néolithique, inscrit à l’intérieur d'un trace reproduisant la carte de l'Algerie. | Avers : Chiffre 1, inspiré dune pointe de flèche du Néolithique, inscrit à l’intérieur d'un trace reproduisant la carte de l'Algerie. | Revers : Tête de buffle préhistorique vu de face entourée, en arrière-plan, de gravures rupestres. | Revers : Tête de buffle préhistorique vu de face entourée, en arrière-plan, de gravures rupestres. |                          |
| Masse 4,20 g | Alliage Acier: (AISI 430). | Diamètre 20,50 mm                                                                                  | Épaisseur 1,84 mm                                                                                  |                          |
| Artiste(s) | Artiste(s) | Tranche Lisse                                                                                      | Tranche Lisse                                                                                      |                          |
| Millésimes 1992, 1994, 1997, 2002 | Millésimes 1992, 1994, 1997, 2002 | Synonymes appelée parfois « myat frank » ou « ašryn doro »                                         | Synonymes appelée parfois « myat frank » ou « ašryn doro »                                         |                          |
| 1 dinars algériens | | | |                          |

| \| 2 dinars algériens \|            | \| 2 dinars algériens \|    | \| 2 dinars algériens \|                               | \| 2 dinars algériens \|                               | \| 2 dinars algériens \| |
| ----------------------------------- | --------------------------- | ------------------------------------------------------ | ------------------------------------------------------ | ------------------------ |
| Pièce de 2 dinars algériens de 1992 |                             |                                                        |                                                        |                          |
| Avers : Chiffre 2, stylisé.         | Avers : Chiffre 2, stylisé. | Revers : Tête de dromadaire orientée vers la droite.   | Revers : Tête de dromadaire orientée vers la droite.   |                          |
| Masse 5,10 g                        | Alliage Acier: (AISI 430).  | Diamètre 22,50 mm                                      | Épaisseur 1,84 mm                                      |                          |
| Artiste(s)                          | Artiste(s)                  | Tranche Lisse                                          | Tranche Lisse                                          |                          |
| Millésimes 1992, 1997, 2002         | Millésimes 1992, 1997, 2002 | Synonymes appelée parfois « mitin » ou « arb‘yn doro » | Synonymes appelée parfois « mitin » ou « arb‘yn doro » |                          |
| 2 dinars algériens                  |                             |                                                        |                                                        |                          |

| \| 5 dinars algériens \|                                                    | \| 5 dinars algériens \|                                                    | \| 5 dinars algériens \|                                                                       | \| 5 dinars algériens \|                                                                       | \| 5 dinars algériens \| |
| --------------------------------------------------------------------------- | --------------------------------------------------------------------------- | ---------------------------------------------------------------------------------------------- | ---------------------------------------------------------------------------------------------- | ------------------------ |
| Pièce de 5 dinars algériens de 1995                                         |                                                                             |                                                                                                |                                                                                                |                          |
| Avers : Chiffre 5 inspire d'un élément du mobilier funéraire de Massinissa. | Avers : Chiffre 5 inspire d'un élément du mobilier funéraire de Massinissa. | Revers : Partie antérieure d'un éléphant d'Afrique de l'époque Numide orientée vers la droite. | Revers : Partie antérieure d'un éléphant d'Afrique de l'époque Numide orientée vers la droite. |                          |
| Masse 6,15 g                                                                | Alliage Acier: (AISI 430).                                                  | Diamètre 24,50 mm                                                                              | Épaisseur 1,95 mm                                                                              |                          |
| Artiste(s)                                                                  | Artiste(s)                                                                  | Tranche Lisse                                                                                  | Tranche Lisse                                                                                  |                          |
| Millésimes 1992, 1998, 2005, 2007                                           | Millésimes 1992, 1998, 2005, 2007                                           | Synonymes appelée parfois « kh'ems mya » ou « myat doro »                                      | Synonymes appelée parfois « kh'ems mya » ou « myat doro »                                      |                          |
| 5 dinars algériens                                                          |                                                                             |                                                                                                |                                                                                                |                          |

| \| 10 dinars algériens \|                                                | \| 10 dinars algériens \|                                                | \| 10 dinars algériens \|                                    | \| 10 dinars algériens \|                                    | \| 10 dinars algériens \| |
| ------------------------------------------------------------------------ | ------------------------------------------------------------------------ | ------------------------------------------------------------ | ------------------------------------------------------------ | ------------------------- |
| Pièce de 10 dinars algériens de 2006                                     |                                                                          |                                                              |                                                              |                           |
| Avers : Chiffre 10 inspire d'un décor épigraphique de l'époque Mérinide. | Avers : Chiffre 10 inspire d'un décor épigraphique de l'époque Mérinide. | Revers : Tête de faucon de Barbarie orientée vers la droite. | Revers : Tête de faucon de Barbarie orientée vers la droite. |                           |
| Masse 4,95 g                                                             | Alliage cœur: 97 % Aluminium, 3 % Magnésium couronne: Acier (AISI 430)   | Diamètre 26,50 mm                                            | Épaisseur 2,01 mm                                            |                           |
| Artiste(s)                                                               | Artiste(s)                                                               | Tranche Lisse                                                | Tranche Lisse                                                |                           |
| Millésimes 2006                                                          | Millésimes 2006                                                          | Synonymes appelée parfois « alf frank » ou « myatan doro »   | Synonymes appelée parfois « alf frank » ou « myatan doro »   |                           |
| 10 dinars algériens                                                      |                                                                          |                                                              |                                                              |                           |

| \| 20 dinars algériens \|                                                                           | \| 20 dinars algériens \|                                                                           | \| 20 dinars algériens \|                                      | \| 20 dinars algériens \|                                      | \| 20 dinars algériens \| |
| --------------------------------------------------------------------------------------------------- | --------------------------------------------------------------------------------------------------- | -------------------------------------------------------------- | -------------------------------------------------------------- | ------------------------- |
| Pièce de 20 dinars algériens de 1993                                                                | |                                                                |                                                                |                           |
| Avers : Chiffre 20, stylisé et inspire d'une fibule a décor de tété d'oiseau de l'époque Hammadite. | Avers : Chiffre 20, stylisé et inspire d'une fibule a décor de tété d'oiseau de l'époque Hammadite. | Revers : Tête de lion de l'Atlas, orientée vers la gauche.     | Revers : Tête de lion de l'Atlas, orientée vers la gauche.     |                           |
| Masse 8,62 g                                                                                        | Alliage Cœur : 92 % de Cuivre, 6 % Aluminium, 2 % Nickel Couronne : Acier (AISI 430).               | Diamètre 27,50 mm                                              | Épaisseur 2,07 mm                                              |                           |
| Artiste(s)                                                                                          | Artiste(s)                                                                                          | Tranche Lisse                                                  | Tranche Lisse                                                  |                           |
| Millésimes 1993, 2007                                                                               | Millésimes 1993, 2007                                                                               | Synonymes appelée parfois « alfin frank » ou « rabamyat doro » | Synonymes appelée parfois « alfin frank » ou « rabamyat doro » |                           |
| 20 dinars algériens                                                                                 | |                                                                |                                                                |                           |

| \| 50 dinars algériens \|                                       | \| 50 dinars algériens \|                                                           | \| 50 dinars algériens \|                                                              | \| 50 dinars algériens \|                                                              | \| 50 dinars algériens \| |
| --------------------------------------------------------------- | ----------------------------------------------------------------------------------- | -------------------------------------------------------------------------------------- | -------------------------------------------------------------------------------------- | ------------------------- |
| Pièce de 50 dinars algériens de 1992                            |                                                                                     |                                                                                        |                                                                                        |                           |
| Avers : Tête de gazelle Dama algérienne orienté vers la gauche. | Avers : Tête de gazelle Dama algérienne orienté vers la gauche.                     | Revers : Chiffre 50 stylisé, et inspiré d'un décor architectural de l’époque Ottomane. | Revers : Chiffre 50 stylisé, et inspiré d'un décor architectural de l’époque Ottomane. |                           |
| Masse 9,27 g                                                    | Alliage Cœur: Acier (AISI 430) Couronne: 92 % de Cuivre, 6 % Aluminium, 2 % Nickel. | Diamètre 28,50 mm                                                                      | Épaisseur 2,26 mm                                                                      |                           |
| Artiste(s)                                                      | Artiste(s)                                                                          | Tranche Lisse                                                                          | Tranche Lisse                                                                          |                           |
| Millésimes 1992, 1994, 1996, 1997, 1998, 2004, 2009             | Millésimes 1992, 1994, 1996, 1997, 1998, 2004, 2009                                 | Synonymes appelée parfois « kh' ems âlf frank » ou « ‘ašrmya doro »                    | Synonymes appelée parfois « kh' ems âlf frank » ou « ‘ašrmya doro »                    |                           |
| 50 dinars algériens                                             |                                                                                     |                                                                                        |                                                                                        |                           |

| \| 100 dinars algériens \|               | \| 100 dinars algériens \|                                                | \| 100 dinars algériens \|                                        | \| 100 dinars algériens \|                                        | \| 100 dinars algériens \| |
| ---------------------------------------- | ------------------------------------------------------------------------- | ----------------------------------------------------------------- | ----------------------------------------------------------------- | -------------------------- |
| Pièce de 100 dinars algériens            |                                                                           |                                                                   |                                                                   |                            |
| Avers : Tête de cheval (pur-sang arabe). | Avers : Tête de cheval (pur-sang arabe).                                  | Revers : Chiffre 100 stylisé, et symbolisé.                       | Revers : Chiffre 100 stylisé, et symbolisé.                       |                            |
| Masse 11,00 g                            | Alliage Cœur : 87 % de Cuivre, 13 % du Nickel Couronne : Acier (AISI 430) | Diamètre 29,50 mm                                                 | Épaisseur 2,30 mm                                                 |                            |
| Artiste(s)                               | Artiste(s)                                                                | Tranche Cannelée 185 cannelures.                                  | Tranche Cannelée 185 cannelures.                                  |                            |
| Millésimes 1993, 2002, 2007, 2010        | Millésimes 1993, 2002, 2007, 2010                                         | Synonymes appelée parfois « ašrâlf frank » ou « ‘ašryn mya doro » | Synonymes appelée parfois « ašrâlf frank » ou « ‘ašryn mya doro » |                            |
| 100 dinars algériens                     |                                                                           |                                                                   |                                                                   |                            |

| \| 200 dinars algériens \|                                       | \| 200 dinars algériens \|                                                                                  | \| 200 dinars algériens \| | \| 200 dinars algériens \| | \| 200 dinars algériens \| |
| ---------------------------------------------------------------- | --- | --- | --- | -------------------------- |
|                                                                  | | | |                            |
| Avers : Logo du 50e anniversaire de l'indépendance de l'Algérie. | Avers : Logo du 50e anniversaire de l'indépendance de l'Algérie.                                            | Revers : Chiffre 200 stylisé, et le nom de la Banque d'Algérie en arabe. | Revers : Chiffre 200 stylisé, et le nom de la Banque d'Algérie en arabe. |                            |
| Masse 12,00 g                                                    | Alliage Cœur: 92 % de Cuivre, 6 % d'Aluminium et 2 % du Nickel Couronne : 75 % de Cuivre et 25 % du Nickel. | Diamètre 28,00 mm | Épaisseur 2,55 mm |                            |
| Artiste(s)                                                       | Artiste(s)                                                                                                  | Tranche Cannelée, comportant 170 stries reparties sur tout le pourtour de la pièce, avec un marquage du chiffre 200 séparé par une étoile répété 4 fois, une fois à l'endroit, une fois à l'envers. | Tranche Cannelée, comportant 170 stries reparties sur tout le pourtour de la pièce, avec un marquage du chiffre 200 séparé par une étoile répété 4 fois, une fois à l'endroit, une fois à l'envers. |                            |
| Millésimes 2011                                                  | Millésimes 2011                                                                                             | Synonymes appelée parfois « ‘ašhrinelf frank » ou « arb‘a âlf doro » | Synonymes appelée parfois « ‘ašhrinelf frank » ou « arb‘a âlf doro » |                            |
| 200 dinars algériens                                             | | | |                            |